# Abetzberg
Abetzberg ist eine Ortschaft und Katastralgemeinde in der Marktgemeinde Aschbach-Markt im Bezirk Amstetten in Niederösterreich.

## Lage
Das aus mehreren bäuerlichen Anwesen geprägte Dorf liegt nordöstlich von Aschbach und ist über die Landesstraße L6208 erreichbar.

## Gliederung
Zur Katastralgemeinde Abetzberg zählen auch die Weiler Burgersberg, Hochbruck, Kleinkienberg und Kreuzberg, die Rotte Luft, die Streusiedlungen Hauptmannsberg und Hoserau sowie mehrere Einzellagen.

## Geschichte
Der Ort wurde urkundlich erstmals im Jahr 1316 erwähnt. Im Jahr 1822 wurde der Ort als Dorf mit 13 Häusern genannt, das nach Aschbach eingepfarrt war; auch die Kinder wurden in Aschbach eingeschult. Die Ortsobrigkeit besaß die Herrschaft Aschbach, die auch die Konskription durchführte. Die Landgerichtsbarkeit oblag der Herrschaft Salaberg. Mit den Reformen 1848/1849 konstituierte sich der Ort zur selbständigen Gemeinde. Im Jahr 1938 waren im Ort ein Binder, ein Mosthändler, zwei Schuster und zahlreiche Landwirte verzeichnet.

## Kultur und Sehenswürdigkeiten
- in Neubrunn Nr. 20: Mächtiger Vierkanter aus 1910
- in Hauptmannsberg Nr. 32 Großkienberg: Vierkanter und Presshaus aus 1819
- in Hochbruck Nr. 1: Vierkanter aus 1897